# Islanda ai XXIII Giochi olimpici invernali
L'Islanda ha partecipato ai XXIII Giochi olimpici invernali, che si sono svolti dal 9 al 28 febbraio 2018 a PyeongChang, in Corea del Sud, con una delegazione composta da 5 atleti. Il portabandiera è stata la sciatrice alpina Freydís Halla Einarsdóttir.